# Fausta (impératrice byzantine)
Pour les articles homonymes, voir Fausta (homonymie).
Fausta (vers 630-668) était une impératrice byzantine et l'épouse de l'empereur byzantin Constant II.

## Famille
Fausta était la fille de Valentin, un général d'origine arménienne, réputé descendant de la dynastie parthe des Arsacides.
Dans les sources historiques, le général Valentin est mentionné comme étant l'adjudant de Philagrius, le sakellarios (trésorier) de l'empereur Héraclius. Lorsqu'Héraclius meurt en 641, son fils Constantin III monte sur le trône. Valentin est alors nommé commandant des divisions orientales de l'armée byzantine. L'étendue de sa juridiction est néanmoins incertaine en raison de la guerre qui sévit à l'époque entre l'Empire byzantin et le califat omeyyade.

## Biographie
Constantin III meurt en avril-mai 641, après un règne de seulement quelques mois. Héraclonas, qui était co-dirigeant, devient empereur par défaut mais est placé sous la régence de l’impératrice Martine. Cependant, les partisans de Constantin III au sein de l'armée font répandre la rumeur que l’empereur a été empoisonné.
Le père de Fausta, Valentin, prend alors le contrôle des troupes en Anatolie. Commence alors une révolte au nom de Constant II, l'aîné et unique survivant des fils de Constantin III. Bien que le garçon soit âgé de seulement onze ans, il est reconnu comme l'héritier légitime de son père par les rebelles. Valentin marche avec ses troupes sur Chalcédoine puis établit son camp à proximité de Constantinople.
Dans le même temps, une révolte interne éclate au sein de la capitale. L'impératrice Martine doit alors accepter des concessions. Contant est proclamé co-empereur. À la demande des rebelles, le patriarche Pyrrhus de Constantinople, allié de Martine, est contraint de démissionner et est remplacé par le patriarche Paul II de Constantinople. Valentin se voit quant à lui offrir le titre d'excubitorum, commandant des Excubites, poste d'influence au sein de la cour byzantine.
Cependant, les concessions faites par Martine aux rebelles pour se maintenir au pouvoir sont vaines. En septembre 641, Valentin entre dans la ville. Héraclonas et Martine sont renversés et mutilés (le nez d'Heraklonas et la langue de Martine sont coupés) puis envoyés en exil à Rhodes. Constant II devient seul empereur. Des fiançailles sont prononcées entre le nouvel empereur et Fausta.
Selon l'évêque Jean de Nikiou, Valentin, le père de Fausta, aurait essayé de se faire proclamer co-empereur, arguant qu'un empereur d'un âge plus avancé était nécessaire pour gouverner l'empire. Le peuple de Constantinople se révolte alors afin de défendre Constant II. Valentin doit se contenter du poste de commandement en chef de l’armée. Nullement découragé, il aurait une nouvelle fois tenté de monter sur le trône en 644, sans succès. D'après les écrits de Théophane le Confesseur, cette seconde tentative aurait coûté la vie à Valentin.
Fausta et Constant II ont plusieurs enfants. Le premier fils connu est Constantin IV. Celui-ci serait né vers 652, dix ans après le mariage de ses parents et fut proclamé co-empereur en 654. Fausta et Constant II eurent également deux autres fils, Héraclius et Tibère, qui furent proclamés co-empereurs en 659.
En 661, Constant II quitte Constantinople pour Syracuse où il souhaite établir sa résidence principale pour le reste de son règne. Fausta l'accompagne probablement mais ce n'est pas certain. Leurs fils, Constantin IV, Héraclius et Tibère, quant à eux, restent dans la capitale.
Le 15 septembre 668, Constant II est assassiné dans son bain par son chambellan. On ignore les mobiles exacts des conspirateurs, mais il semble que Fausta ait survécu au complot. Les conspirateurs proclament ensuite empereur le général arménien Mezezios, mais celui-ci est vaincu par une expédition menée par Constantin, l'un des fils de Fausta et Constant II. Constantin monte alors officiellement sur le trône et prend le nom de Constantin IV. Ses frères, Héraclius et Tibère, sont nommés co-empereur, mais Constantin les écarte du pouvoir en 681.
Fausta aurait été en vie au moment de ces différents événements mais son rôle n'est pas précisé.
L'empereur Constantin VII indique dans son livre De ceremoniis que Fausta fut enterrée dans l'église des Saints-Apôtres de Constantinople, de même que son mari, mais ne précise pas la date de sa mort.

## Sources
- (en) Cet article est partiellement ou en totalité issu de l’article de Wikipédia en anglais intitulé « Fausta (wife of Constans II) » (voir la liste des auteurs).
- Charles, Robert H., (2007) [1916], The Chronicle of John, Bishop of Nikiu : Translated from Zotenberg's Ethiopic Text, Merchantville, NJ : Evolution Publishing.
- Warren Treadgold, « Two Fights for Survival : 610-668 », Chapter 9 of his A History of the Byzantine State and Society, Stanford University Press, 1997, pp. 287-322.